# Селігерія відігнута
Селігерія відігнута (Seligeria recurvata) — вид мохів порядку гріміальних (Grimmiales).

## Поширення
Батьківщиною є Європа, Північна Америка, Азія.
Населяє вапнякові скелі.

## Характеристика
Рослини дрібні, оливково-зелені. Листки лінійні від широкої основи, тонкошилуваті від довгастої основи, вузькогострі; поля цілі. Коробочкові ніжки 2–3 мм, загнуті. Коробочка від яйцювато-довгастої до яйцювато-циліндричної, довша за широку. Спори 8–10 мкм.